# آزادگان (بن)
آزادگان، روستایی از توابع بخش شیدا، شهرستان بن در استان چهارمحال و بختیاری ایران است.

## جمعیت
این روستا در زاینده‌رود جنوبی قرار دارد و براساس سرشماری مرکز آمار ایران در سال ۱۳۹۰، جمعیت آن ۷۰۹ نفر (۲۰۷خانوار) بوده‌است.

## زبان
مردم این روستا به زبان ترکی و لری تکلم می کنند.